# Paralimnophila (Papuaphila) selectissima
Paralimnophila (Papuaphila) selectissima is een tweevleugelige uit de familie steltmuggen (Limoniidae). De soort komt voor in het Australaziatisch gebied.